# Hans Georg Dehmelt
Hans Georg Dehmelt (Görlitz, 9 de setembro de 1922 – 7 de março de 2017) foi um físico alemão.
Recebeu o Nobel de Física de 1989, pelo desenvolvimento da técnica de ion trap.